# Tanngrisnir i Tanngnjóstr
Tanngrísnir i Tanngnjóstr – w mitologii nordyckiej Tanngrisnir (Zgrzytający zębami) i Tanngnjóstr (Miażdżący zębami) to dwa magiczne kozły ciągnące latający rydwan Thora. Miały tę właściwość, że Thor mógł je zjeść, pozostawiając skórę i kości, a następnego dnia ożywić.